# Horismenus macrogaster
Horismenus macrogaster är en stekelart som beskrevs av Girault 1912. Horismenus macrogaster ingår i släktet Horismenus och familjen finglanssteklar.
Artens utbredningsområde är Paraguay. Inga underarter finns listade i Catalogue of Life.